# Élections européennes de 2019 en Roumanie
Les élections européennes de 2019 ont eu lieu du 23 mai au 26 mai 2019 selon les pays, et le dimanche 26 mai 2019 en Roumanie. Le 33e élu (PSD) ne siège qu'après l'entrée en vigueur du Brexit, car la Roumanie bénéficie d'un siège supplémentaire, à la suite de la redistribution partielle des sièges du Royaume-Uni.

## Mode de scrutin
Les 33 députés européens roumains sont élus au suffrage universel direct par tous les citoyens de l’UE inscrits sur les listes électorales, et âgés de plus de 18 ans. Le scrutin se tient au sein d'une circonscription unique selon le mode de représentation proportionnelle avec des listes bloquées. Les sièges sont attribués aux listes ayant dépassé 5 % des suffrages exprimés selon la méthode d'Hondt.

### Par județ

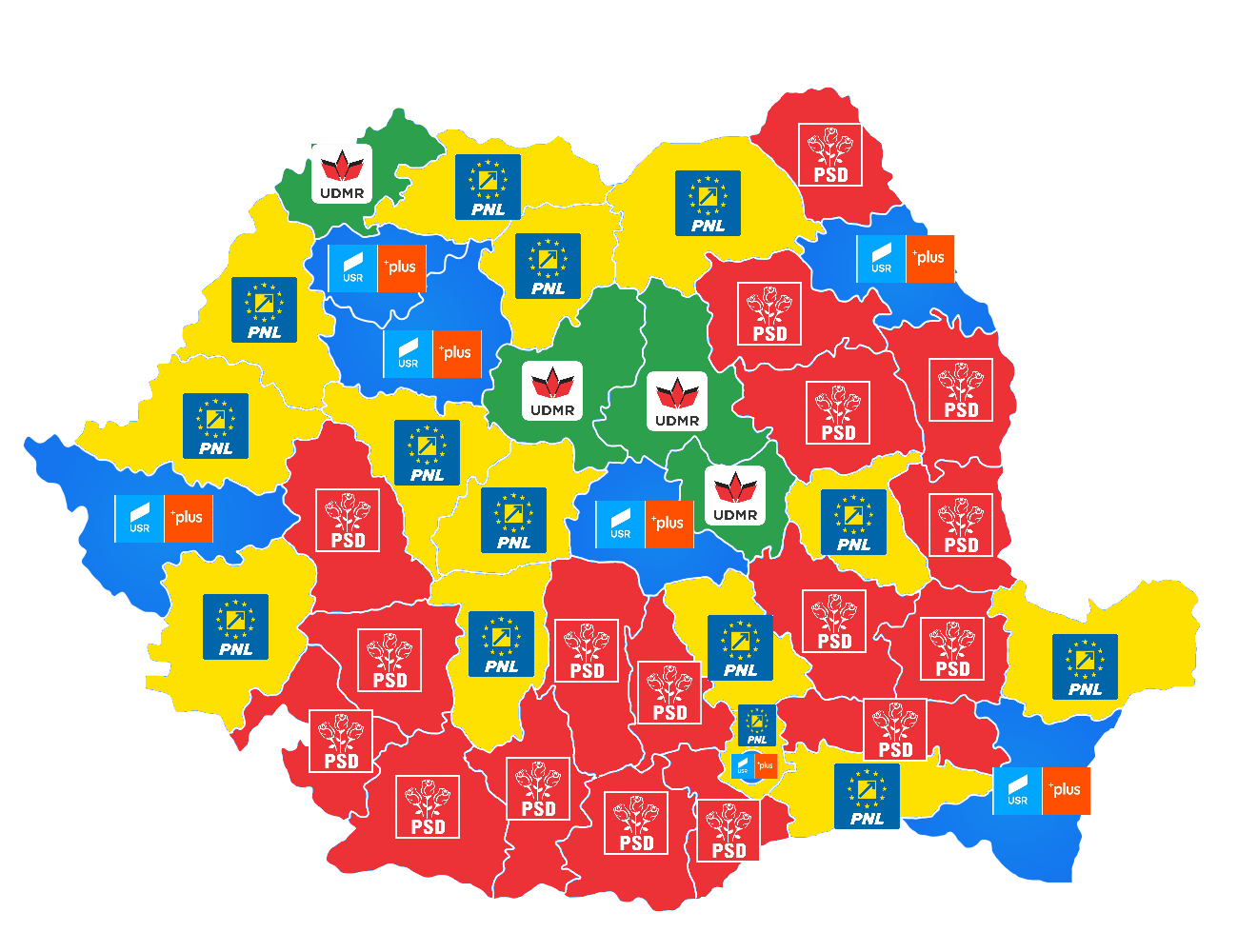
Résultats par județ par parti politique gagnant.

## Campagne

### Principales forces
| Parti/coalition | Parti/coalition                            | Idéologie                                                                         | Chef de file   | Groupe européen | Résultats en 2014 |
| --------------- | ------------------------------------------ | --------------------------------------------------------------------------------- | -------------- | --------------- | ----------------- |
|                 | Parti social-démocrate (PSD)               | Centre gauche Social-démocratie, conservatisme social, euroscepticisme modéré     | Rovana Plumb   | S&D             | 12 sièges         |
|                 | Parti national-libéral (PNL)               | Centre droit Libéralisme, libéral-conservatisme, europhilie                       | Rareș Bogdan   | PPE             | 6 sièges          |
|                 | Alliance 2020 USR-PLUS (USR-PLUS)          | Centre droit Anti-corruption, libéralisme, libéralisme économique, europhilie     | Dacian Cioloș  | NC              | Pas candidat      |
|                 | Union démocrate magyare de Roumanie (UDMR) | Centre droit Défense des droits des Hongrois de Roumanie, régionalisme europhilie | Iuliu Winkler  | PPE             | 2 sièges          |
|                 | Alliance des libéraux et démocrates (ALDE) | Centre droit Libéralisme, libéral-conservatisme, euroscepticisme                  | Norica Nicolai | NC              | Pas candidat      |
|                 | PRO Roumanie (PRO)                         | Centre Social-libéralisme, europhilie                                             | Victor Ponta   | NC              | Pas candidat      |
|                 | Parti Mouvement populaire (PMP)            | Centre droit Libéral-conservatisme, démocratie chrétienne, europhilie             | Traian Băsescu | PPE             | 2 sièges          |

### Sondages
| Institut | Date                 | PSD    | PNL    | USR    | PLUS   | ALDE   | PRO    | PMP   | UDMR  | Autres | Avance |
| -------- | -------------------- | ------ | ------ | ------ | ------ | ------ | ------ | ----- | ----- | ------ | ------ |
| Institut | Date                 |        |        |        |        |        |        |       |       | Autres | Avance |
| IMAS     | 12-25 avril 2019     | 21,7 % | 25,6 % | 16,4 % | 16,4 % | 12,2 % | 11,7 % | 5.6 % | 5.6 % | 1,1 %  | 3,9 %  |
| IMAS     | 18 mars-3 avril 2019 | 21,2 % | 25,2 % | 17,7 % | 17,7 % | 12,7 % | 11,2 % | 4.7 % | 5.1 % | 1,9 %  | 4,0 %  |
| BCS      | 15-20 mars 2019      | 25,8 % | 31,5 % | 11,7 % | 11,7 % | 7,9 %  | 6,7 %  | 5.9 % | 4.6 % | 3,1 %  | 5,7 %  |
| INSCOP   | 5-13 mars 2019       | 26,9 % | 26,3 % | 15,3 % | 15,3 % | 9,3 %  | 9,1 %  | 4,4 % | 5,0%  | 3,7 %  | 0,6 %  |
| PNL      | février-mars 2019    | 24,6 % | 27,9 % | 16,0 % | 16,0 % | 11,8 % | 6,7 %  |       |       | 13,0 % | 3,3 %  |
| IMAS     | 1-21 février 2019    | 22,7 % | 22,6 % | 17,9 % | 17,9 % | 12,5 % | 13,4 % | 4,4 % | 4,7%  | 1,8 %  | 0,1 %  |
| IMAS     | 11-30 janvier 2019   | 17,4 % | 16,5 % | 9,3 %  | 5,2 %  | 9,1 %  | 6,4 %  | 1,8 % | 4,0%  | 30,3 % | 0,9 %  |
| BCS      | 12-20 janvier 2019   | 23,0   | 23,7 % | 6,5 %  | 8,1 %  | 8,1 %  | 10,7 % | 9,3 % | 4,8 % | 5,8 %  | 0,7 %  |

## Résultats

### Au niveau national
| Parti ou coalition       | Parti ou coalition                                    | Voix       | %     | +/-  | Sièges | +/-           | Groupe |  |
| ------------------------ | ----------------------------------------------------- | ---------- | ----- | ---- | ------ | ------------- | ------ |  |
|                          | Parti national libéral (PNL)                          | 2 449 068  | 27,00 | 2,84 | 10     | 1             | PPE    |  |
|                          | Parti social-démocrate (PSD)                          | 2 040 765  | 22,50 | 15,1 | 9      | 7             | S&D    |  |
|                          | Alliance 2020 USR-PLUS (USR-PLUS)                     | 2 028 236  | 22,36 | Nv   | 8      | 8             | RE     |  |
|                          | PRO Roumanie (PRO)                                    | 583 916    | 6,44  | Nv   | 2      | 2             | S&D    |  |
|                          | Parti Mouvement populaire (PMP)                       | 522 104    | 5,76  | 0,4  | 2      | en stagnation | PPE    |  |
|                          | Union démocrate magyare de Roumanie (UDMR)            | 476 777    | 5,26  | 1    | 2      | en stagnation | PPE    |  |
|                          | Alliance des libéraux et démocrates (ALDE)            | 372 760    | 4,11  | Nv   | 0      | en stagnation |        |  |
|                          | Peter Costea (Indépendant)                            | 131 021    | 1,44  | Nv   | 0      | en stagnation |        |  |
|                          | George Simion (Indépendant)                           | 117 141    | 1,29  | Nv   | 0      | en stagnation |        |  |
|                          | Gregoriana Carmen Tudoran (Indépendant)               | 100 669    | 1,11  | Nv   | 0      | en stagnation |        |  |
|                          | Union nationale pour le progrès de la Roumanie (UNPR) | 54 942     | 0,61  | Nv   | 0      | en stagnation |        |  |
|                          | Parti Prodemo (PPRO)                                  | 53 351     | 0,59  | Nv   | 0      | en stagnation |        |  |
|                          | Parti Roumanie unie (PRU)                             | 51 787     | 0,57  | Nv   | 0      | en stagnation |        |  |
|                          | Parti socialiste roumain (PSR)                        | 40 135     | 0,44  | Nv   | 0      | en stagnation |        |  |
|                          | Parti social-démocrate indépendant (PSDI)             | 26 439     | 0,29  | Nv   | 0      | en stagnation |        |  |
|                          | Bloc Unité Nationale (BUN)                            | 20 411     | 0,23  | Nv   | 0      | en stagnation |        |  |
|                          |                                                       |            |       |      |        |               |        |  |
| Votes valides            | Votes valides                                         | 9 069 822  | 96,98 |      |        |               |        |  |
| Votes blancs             | Votes blancs                                          | 8 235      | 0,09  |      |        |               |        |  |
| Votes nuls               | Votes nuls                                            | 274 415    | 2,93  |      |        |               |        |  |
| Total                    | Total                                                 | 9 352 472  | 100   | -    | 33     | 1             | -      |  |
| Abstentions              | Abstentions                                           | 8 914 784  | 48,80 |      |        |               |        |  |
| Inscrits / Participation | Inscrits / Participation                              | 18 267 256 | 51,20 |      |        |               |        |  |